# 영규대사묘
영규대사묘(靈圭大師墓)는 대한민국 충청남도 공주시 계룡면 유평리, 계룡면사무소에서 계룡산 갑사(甲寺) 진입로를 조금 지나 오른편에 있다. 1977년 1월 6일 충청남도의 기념물 제15호로 지정되었다.

## 개요
승병장인 영규대사의 묘소로 충청남도 공주시 계룡면사무소에서 계룡산 갑사 진입로를 조금 지나 오른편에 위치한다. 영규대사는 밀양 박씨로 호는 기허(騎虛)이며, 서산대사 휴정(休靜)의 제자이다.
계룡산 갑사 청련암에서 수도하면서 무예를 익혔는데 그 재능을 따를 자가 없었다고 한다. 선조 25년(1592) 임진왜란이 일어나자 분을 이기지 못하고 3일 동안 통곡하고 스스로 승병장이 되었다 한다. 승병 1천명을 모집하여 의병장 조헌(趙憲)과 함께 청주 전투와 금산 전투에서 왜군을 물리치는 공을 세웠다. 의주까지 피난을 갔던 선조는 승전소식을 듣고 영규대사에게 벼슬과 옷을 하사하였는데, 하사한 선물이 도착하기도 전에 금산 전투에서 숨을 거두었다. 임진왜란이 일어난 뒤 승병이 일어난 것은 그가 최초로 전국 곳곳에서 승병이 일어나는 도화선이 되었다.
영규대사는 부상한 몸을 이끌고 현재의 묘소 부근까지 와서 숨을 거두었다고 한다. 해발 150m의 산록 경사면을 깎아 만든 묘소는 최근에 봉분, 축대, 계단 등의 시설을 보수공사 하였다. 묘비는 순조 10년(1810)에 후손들이 세운 것이다.

## 같이 보기
- 영규

## 참고 자료
- 영규대사묘 - 국가유산청 국가유산포털